# Inmigración uruguaya en Argentina
La inmigración uruguaya en Argentina se refiere a un movimiento migratorio desde Uruguay hacia uno de sus países vecinos, Argentina. 
Dentro de las comunidades de inmigrantes en el país, es la sexta de mayor peso, y además la más grande de los uruguayos en el exterior. De acuerdo a las estadísticas del censo nacional de 2022, hay un total de 95.384 inmigrantes uruguayos, aunque según los datos del RENAPER podrían ser más de 111.814 en 2024.

## Características

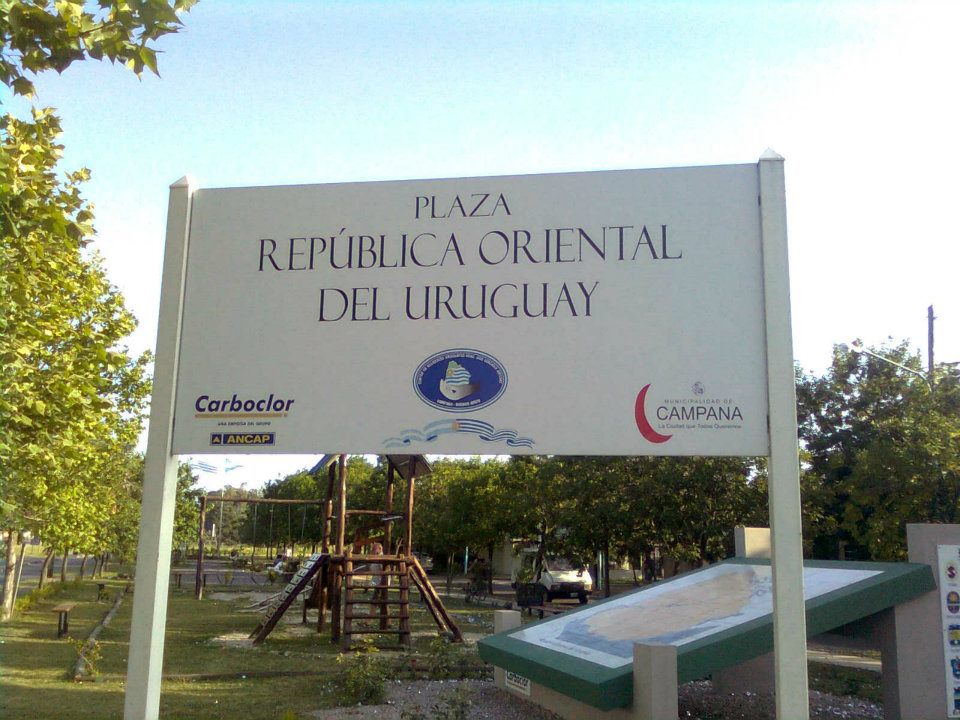
Plaza República Oriental del Uruguay en Campana, Buenos Aires. Dicha ciudad alberga una notable comunidad uruguaya.

Estadísticas de los últimos cuatro censos argentinos señalan que la inmigración uruguaya se ha estancado. Contabilizaba 114.108 inmigrantes en el censo de 1980, pero treinta años después sólo ha crecido un 2,18%. En el mismo lapso de tiempo, la inmigración boliviana, que en 1980 tenía números similares a la uruguaya, ha crecido un 192,25 % y se hizo con el 2.º puesto, mientras que la inmigración peruana, que en 1980 era casi inexistente, aumentó en una velocidad vertiginosa de 1739,90% y ya superó a la uruguaya, conquistando el 4.º puesto.
En el medio, los inmigrantes uruguayos han cambiado su comportamiento, algunos uruguayos se frustraron con la inestabilidad política y económica de Argentina y dejaron de elegirla como opción para emigrar, pasando a preferir, al igual que sus vecinos rioplatenses, la emigración a países desarrollados como España, Estados Unidos, Italia, Canadá y Australia. Otros uruguayos, merced al acomodamiento económico y crecimiento sostenido de su país desde 2003, simplemente han dejado de mirar la emigración como una opción.
Debe tenerse en cuenta que el inmigrante uruguayo es el más parecido al argentino de entre todos los ciudadanos extranjeros de países vecinos, por lo que se adapta fácilmente a su nuevo lugar de residencia, al ambiente y cultura argentina, puesto que comparte enfoques, formas de pensar y de actuar con los argentinos. Pero, del mismo modo, reacciona de forma parecida a los argentinos frente a acontecimientos; mientras que la crisis económica de 1998-2002 no fue vista como un impedimento para inmigrantes bolivianos o paraguayos, que continuaron llegando sin frenos a Argentina, no fue el mismo caso con los inmigrantes uruguayos, los cuales coincidieron con los argentinos en que era mejor conseguir la ciudadanía europea y buscar oportunidades en el Viejo Continente.
La inmigración uruguaya acompañó a los vaivenes que sufrieron los países de la región en materia de inestabilidad política, económica e institucional. Así, al igual que las comunidades paraguayas, chilenas y peruanas, muchos uruguayos llegaron a Argentina huyendo de la persecución política de los años 1970.
Hoy en día, destacan académicos, estudiantes, actores, actrices, deportistas, periodistas, artistas y comerciantes dentro de la comunidad uruguaya en Argentina. 

## Historia y causas de emigración
Hacia 1869, el 15% de los uruguayos residía en Argentina. En 1895, la cifra creció al 48,6%, alcanzando finalmente en 1914, el 85,7%; en esos años cerca del 47% de los uruguayos emigraron al país vecino. Hacia 1963, el 8,6% de la población uruguaya vivía en la Argentina, mientras que desde 1964 a 1970, lo hizo el 25%. Las mayores cifras ocurrieron en la década de 1970, donde entre el 50% y el 66% de los emigrantes uruguayos se trasladaron hacia Argentina.
Las causas de la inmigración son varias. Entre estas, además de la inestabilidad política durante el Estado Oriental y décadas más adelante el golpe de Estado de 1973, se encuentran: mejorar la condición de vida, búsqueda de empleo, huir de la precaria situación económica, y la similitud sociocultural con Argentina, entre otras. Se diseminaron por todo el territorio argentino, pero principalmente se asentaron en la ciudad autónoma de Buenos Aires y sus alrededores como también en la provincia de Buenos Aires, con colonias importantes en Santa Fe y Entre Ríos.

## Cifras
El censo de 2001 estimó que al momento había unos 218.000 uruguayos residentes. A pesar de que Argentina ha recibido muchos inmigrantes en lo que va del siglo XXI.
Sin embargo, fuentes extraoficiales registraron un número mayor en años más recientes al nombrado por el censo de 2010. El periódico El Observador señaló que eran unos 132.749 habitantes al 2016, mientras que la Organización de las Naciones Unidas (ONU), 137.726 al 2017.

## Distribución territorial

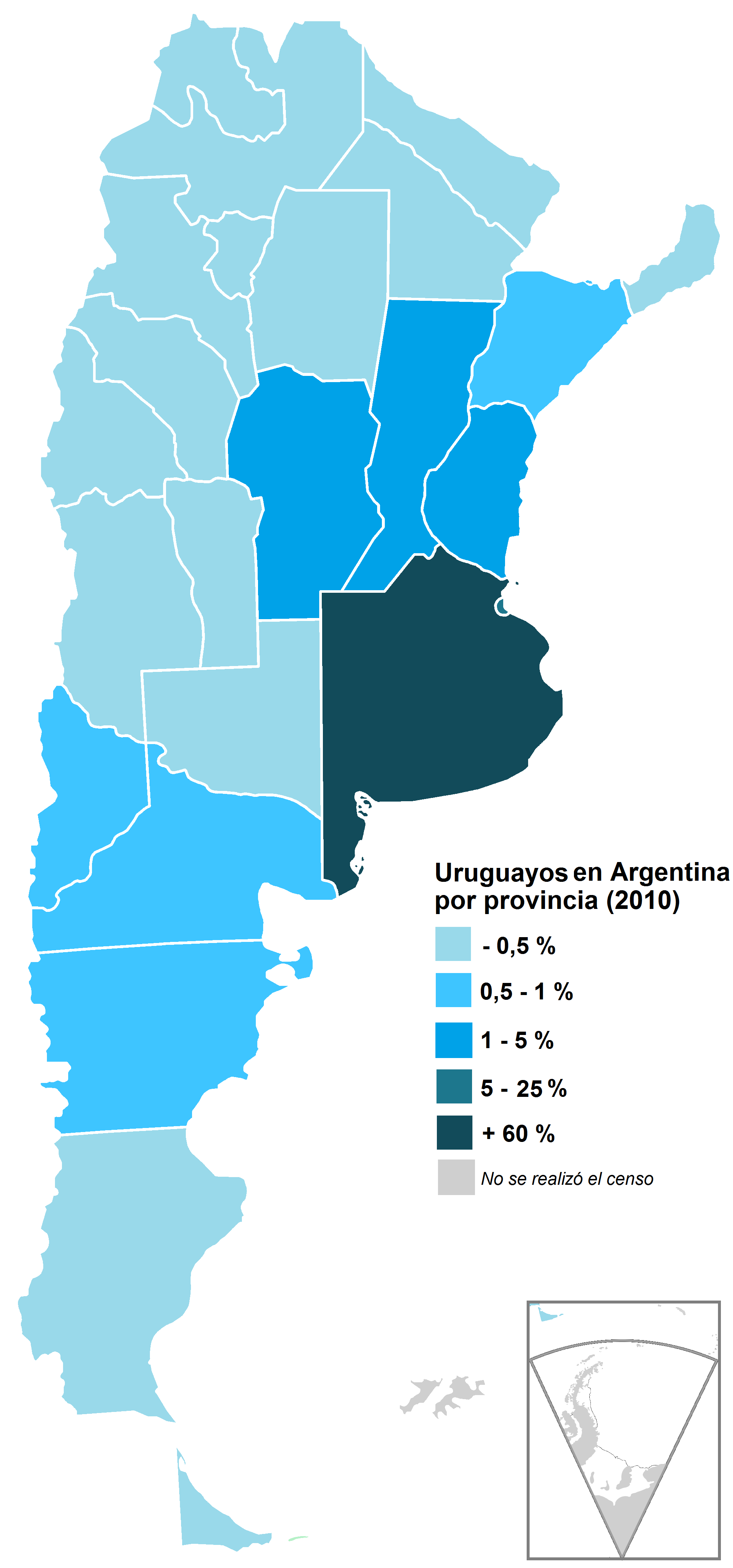
Porcentaje de uruguayos en Argentina por provincia según el censo 2010.

El censo nacional de 2022 registró 95.384 personas nacidas en Uruguay. La siguiente tabla muestra la distribución en las 23 provincias y la ciudad autónoma de Buenos Aires según los datos del censo:
| Rango | Provincia              | Nacidos en Uruguay | Porcentaje |
| ----- | ---------------------- | ------------------ | ---------- |
| 1     | Buenos Aires Provincia | 56.412             | 60,60 %    |
| 2     | Ciudad de Buenos Aires | 22.849             | 26,00 %    |
| 3     | Entre Ríos             | 4.133              | 3,96 %     |
| 4     | Santa Fe               | 2.305              | 2,05 %     |
| 5     | Córdoba                | 2.214              | 1,90 %     |
| 6     | Mendoza                | 863                | 0,53 %     |
| 7     | Corrientes             | 820                | 0,53 %     |
| 8     | Neuquén                | 720                | 0,51 %     |
| 9     | Río Negro              | 600                | 0,50 %     |
| 10    | Chubut                 | 575                | 0,45 %     |
| 11    | Tucumán                | 543                | 0,37 %     |
| 12    | Misiones               | 459                | 0,28 %     |
| 13    | San Luis               | 425                | 0,26 %     |
| 14    | Salta                  | 377                | 0,24 %     |
| 15    | Jujuy                  | 315                | 0,22 %     |
| 16    | Santa Cruz             | 282                | 0,22 %     |
| 17    | Tierra del Fuego       | 276                | 0,18 %     |
| 18    | Santiago del Estero    | 271                | 0,15 %     |
| 19    | San Juan               | 243                | 0,12 %     |
| 20    | Chaco                  | 161                | 0,12 %     |
| 21    | La Pampa               | 158                | 0,12 %     |
| 22    | La Rioja               | 155                | 0,10 %     |
| 23    | Formosa                | 118                | 0,09 %     |
| 24    | Catamarca              | 110                | 0,08 %     |
| TOTAL | Argentina              | 95.384             | 100 %      |

## Sexo y grupos de edad
Según el censo argentino de 2010, del total de 116.592 personas nacidas en Uruguay, 55.486 son hombres y 61.106 mujeres. Del total de hombres, 1.858 tienen entre 0 y 14 años, 45.338 entre 15 y 64, y 8.290 son mayores de 65 años de edad. Del total de mujeres, 1.830 tienen entre 0 y 14 años, 46.807 entre 15 y 64, y 12.469 son mayores de 65 años de edad.

## Flujos migratorios
A lo largo de la década de 2010, al año 2018 se han instalado en Argentina, contabilizando tanto a las radicaciones temporales como permanentes, unos 34.367 inmigrantes uruguayos, con un pico de 5.255 en 2015, aunque asentando una tendencia a la baja desde 2016. 
| 2010               | 2.710  |
| 2011               | 3.252  |
| 2012               | 4.264  |
| 2013               | 4.810  |
| 2014               | 4.024  |
| 2015               | 5.255  |
| 2016               | 4.147  |
| 2017               | 3.170  |
| 2018               | 2.735  |
| 2019               |        |
| TOTAL (hasta 2018) | 34.367 |

Fuente: Instituto Nacional de Estadísticas y Censos (INDEC) y Dirección Nacional de Migraciones (DNM).